# Ernst Julius Otto
Ernst Julius Otto   (Königstein, 1 de setembre de 1804 - Dresden, 5 de març de 1877) fou un compositor alemany.
Primerament estudià a Dresden amb Christian Theodor Weinlig i després a Leipzig amb Johann Gottfried Schicht, donant ja llavors a conèixer algunes de les seves excel·lents composicions religioses, que cridaren l'atenció de Carl Maria von Weber.
El 1825 fou nomenat professor de l'escola de música Blochmann, de Dresden, i el 1830 cantor i director de música de l'església de la Creu, de la mateixa ciutat, càrrecs que conservà fins a la seva mort. El nom d'Ernst Otto és molt popular a Alemanya, especialment pels seus cors per a veus d'home.

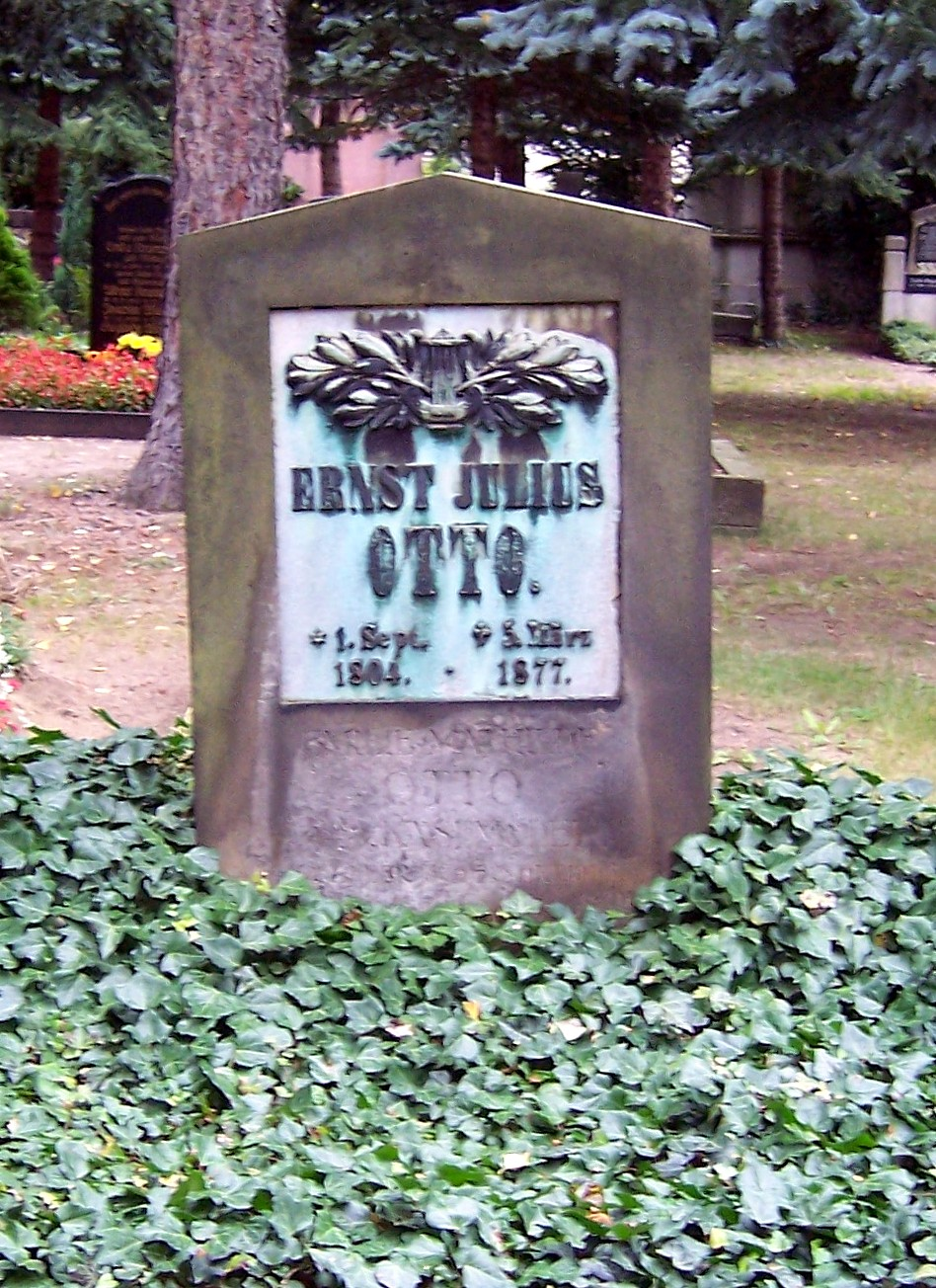
Tomba de Ernst Julius Otto

Dresden i la seva ciutat natal li dedicaren sengles monuments (1886-1887). Entre les seves composicions hi figuren:
- Der Sängersaal, cor d'homes
- Burschenfahrten, cor d'homes
- Gesellenfahrten, cor d'homes
- Soldatenleben, cor d'homes
- un Te-Deum,
- Des Heilandsleizte Worte, (oratori)
- Die Feier der Erlösten am Grabe Jesu, (oratori)
- Hiob,

Dues misses, un gran nombre de motets, cantates, etc., Finalment, va compondre per al teatre les òperes Das Scholosser am Rhein, (Dresden, 1838) i Das Schloss am Rhein i l'opereta Die Mordgrundbruch bei Dresden.
El germà petit d'Ernst, Franz Ernst Otto, (1809-1842) també fou un reconegut compositor.